# Richard Ziegler
Richard Ziegler (ur. 1 października 1881 w Braniewie, zm. 11 marca 1945 podczas wywózki na Ural) – duchowny rzymskokatolicki, proboszcz i kapelan garnizonowy w Bartoszycach, działacz społeczny i historyk lokalny, męczennik za wiarę.

## Życiorys

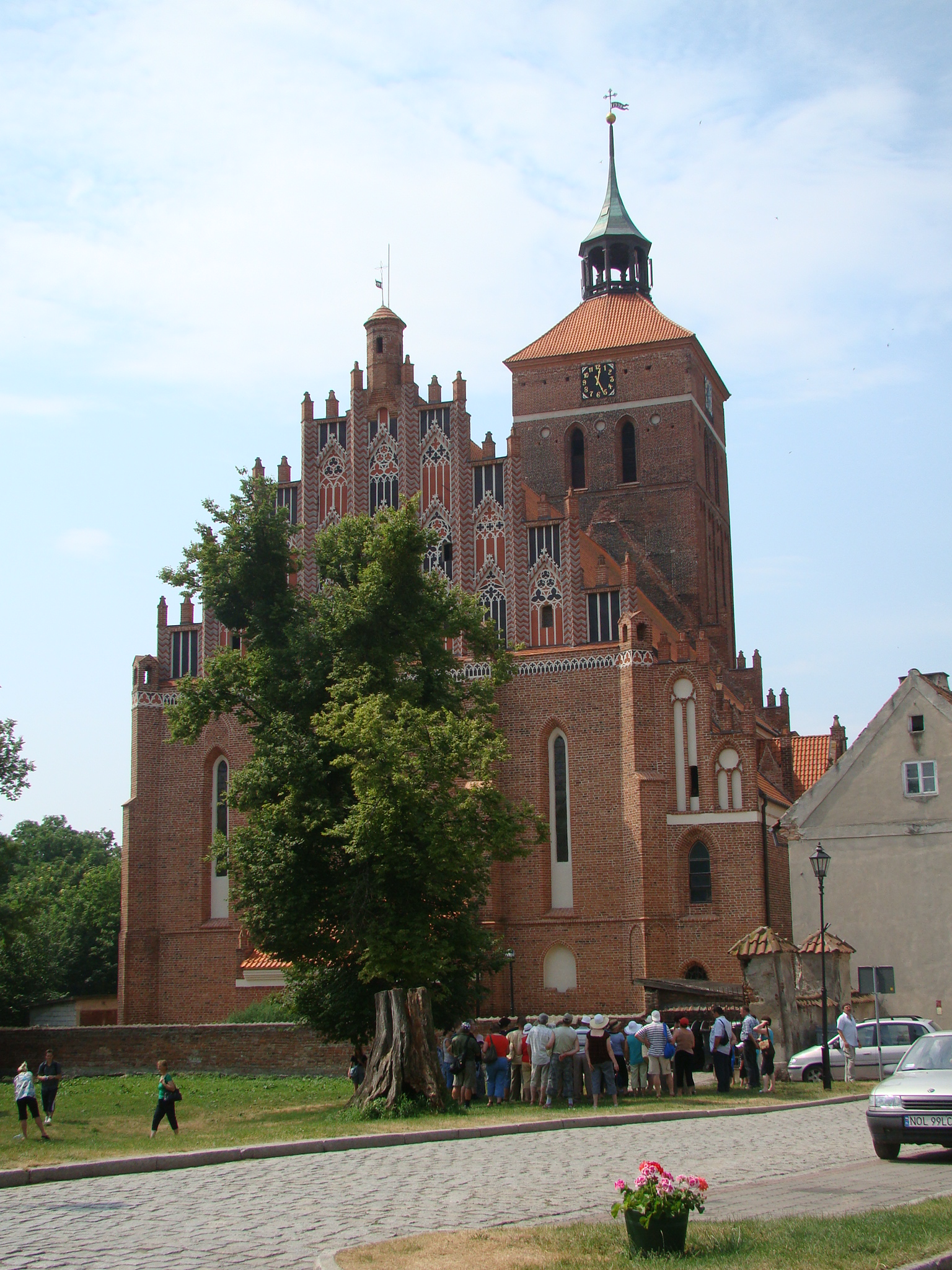
Ks. Ziegler 19 lat posługiwał jako wikary tej świątyni w Reszlu

Urodził się w Braniewie, w religijnie mieszanej rodzinie, jako syn ewangelika Augusta, strażnika w miejscowym więzieniu, i jego żony głęboko wierzącej katoliczki Amelie z domu Stange. Wychowany został przez matkę w wierze katolickiej. Uczęszczał do gimnazjum w Reszlu i w Olsztynie. Po uzyskaniu matury studiował filozofię i teologię w Monachium, gdzie przystąpił do katolickiego bractwa studenckiego KDStV Aenania München. Następnie powrócił do rodzinnego Braniewa, gdzie kontynuował studia w seminarium duchownym Liceum Hosianum. Należał tu do katolickiego bractwa studenckiego „CV-Zirkel”. 5 sierpnia 1906 otrzymał pierwsze święcenia na subdiakona z rąk biskupa warmińskiego Andreasa Thiela, 23 grudnia otrzymał święcenia diakonatu i 3 lutego 1907 święcenia prezbiteratu (kapłańskie).
Na pierwszą parafię został posłany do miejscowości Świątki w powiecie olsztyńskim, gdzie posługiwał w kościele Świętych Kosmy i Damiana, u powszechnie lubianego proboszcza Bernharda Menzela. Po kilku miesiącach biskup przeniósł go na parafię w Miłakowie, a 1909 do Reszla. W Reszlu ks. Ziegler posługiwał przez następne 19 lat jako wikary u proboszcza Georga Materna (1870–1938), wybitnej pod wieloma względami osoby – redaktora gazety i publicysty artykułów o tematyce historycznej, historii sztuki, socjalnej i politycznej. Tam ks. Ziegler zaczął wraz z proboszczem angażować się w działalność towarzystwa pomocy „CV-Zirkel” w Reszlu, jednego z najprężniej działających oddziałów na Warmii. Był też członkiem Narodowej Partii Ludowej, nie pełniąc jednak w niej żadnych funkcji.

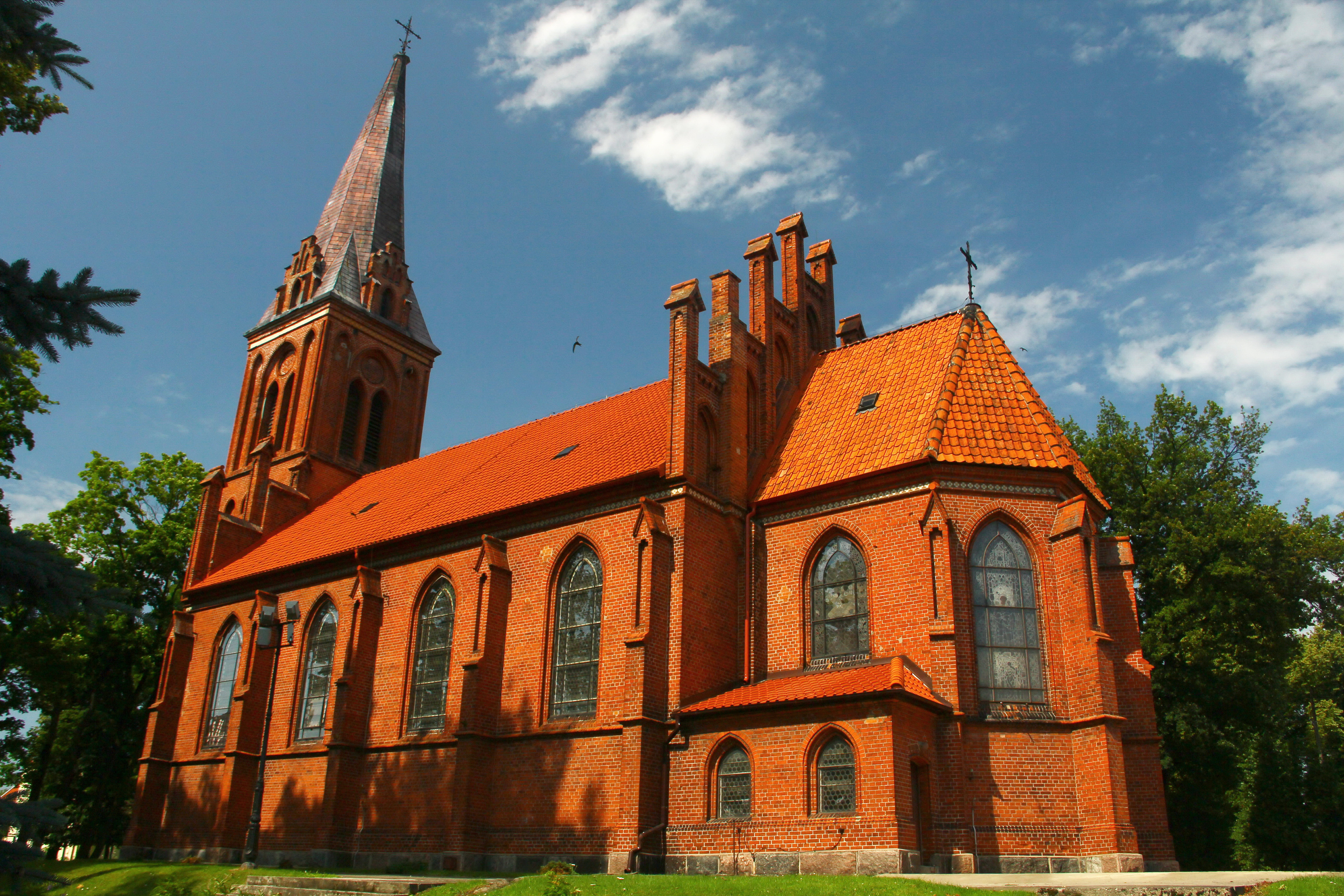
Następnie przez 17 lat był proboszczem w Bartoszycach

W 1928 biskup Bludau mianował go proboszczem parafii św. Brunona w Bartoszycach, jako następcę przedwcześnie zmarłego proboszcza ks. Bergera, i jednocześnie kapelanem garnizonu wojskowego w Bartoszycach (Standortpfarrer). Ponieważ ks. Ziegler sam pochodził z rodziny katolicko-ewangelickiej, potrafił się dobrze odnaleźć w nowej, protestanckiej miejscowości, w której było wówczas zaledwie 7% katolików. Stał się tam osobą bardzo lubianą przez społeczeństwo. Był postrzegany jako powściągliwy, skromny i cichy, przy tym dowcipny i zawsze w dobrym humorze, ale jednocześnie konsekwentny i niezłomny w obronie wiernych oraz wiary. Jego poświęcenie w pracy w Caritas oraz w organizacjach katolickich studenckich pozwoliły mu zyskać duże zaufanie społeczności. Wierni ludzi przebywać w jego towarzystwie, zwłaszcza ludzie młodzi.

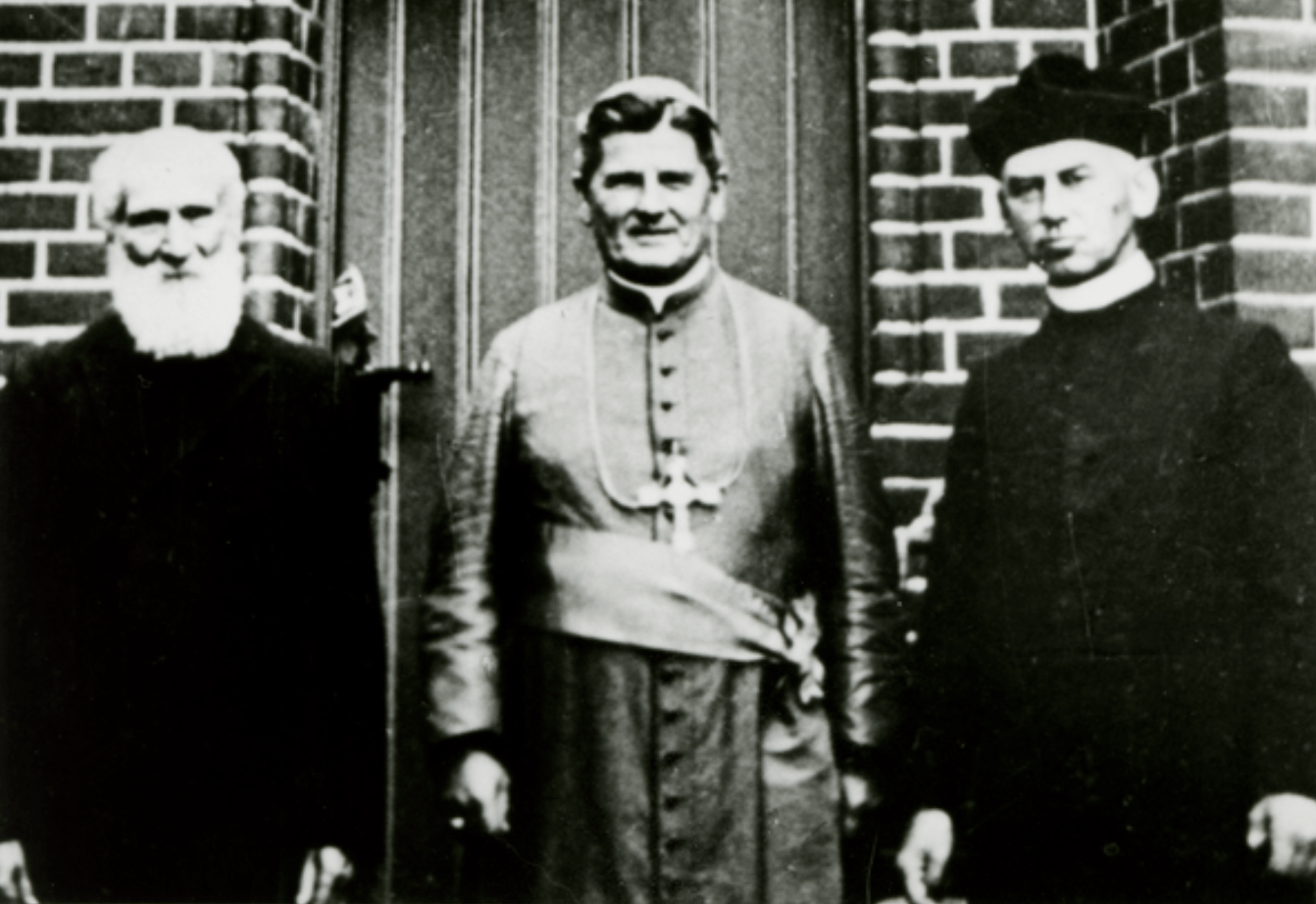
Obok biskupa Kallera, 1938 rok

Po wyborach w 1933 roku Narodowosocjalistyczna Niemiecka Partia Robotników doszła do władzy też w tym mieście, zaczęło dochodzić do konfliktów władzy z duchownymi. W 1939 był przesłuchiwany przez prokuraturę w Królewcu za antypaństwowe wypowiedzi. Pomimo że postępowanie zakończyło się tylko upomnieniem, był od tego czasu pod obserwacją gestapo. W 1945 roku zakończyło się jego błogosławione, spełnione i szczęśliwe życie kapłańskie. W styczniu 1945 front Armii Czerwonej dotarł do Bartoszyc, kładąc kres jego owocnej posłudze kapłańskiej. Na wielokrotnie ponawiane namowy do opuszczenia Prus Wschodnich ks. Ziegler zawsze odpowiadał niezmiennie, że nie opuści wiernych swojej parafii. 4 lutego 1945 doświadczył wkroczenia wojsk Armii Czerwonej do Bartoszyc. Z wewnętrznego przekonania postanowił pozostać wraz z wiernymi do końca. Jednak błyskawicznie jego losy zaczęły przybierać tragiczny obrót. Pijani rosyjscy żołnierze splądrowali plebanię, obracając ją w ruinę. Wówczas uległ zniszczeniu dorobek jego wieloletniej pracy, rękopis obszernej pracy naukowej o historii Bartoszyc.
Ks. Ziegler został uwięziony przez gestapowców, którzy zapowiedzieli jego rozstrzelanie kolejnego dnia o godzinie czwartej rano. O poranku zmieniono jednak decyzję i został wysłany transportem kolejowym w nieludzkich warunkach do obozu pracy na Syberię. 11 marca 1945 zmarł z głodu i wycieńczenia organizmu. Jego zwłoki, po zabraniu wszystkich wartościowych przedmiotów przez rosyjskich żołnierzy, zostały zakopane przy torach kolejowych. W ostatnich słowach prosił współtowarzyszy tragedii o poinformowanie bliskich o jego losie i śmierci.
Kościół katolicki czci go współcześnie jako męczennika za wiarę.
Jego starszy o pięć lat brat, Arthur Ziegler (1876–1962), również został księdzem, był ostatnim niemieckim proboszczem w katedrze we Fromborku (do 1945 roku).